# Ruta de los pueblos blancos

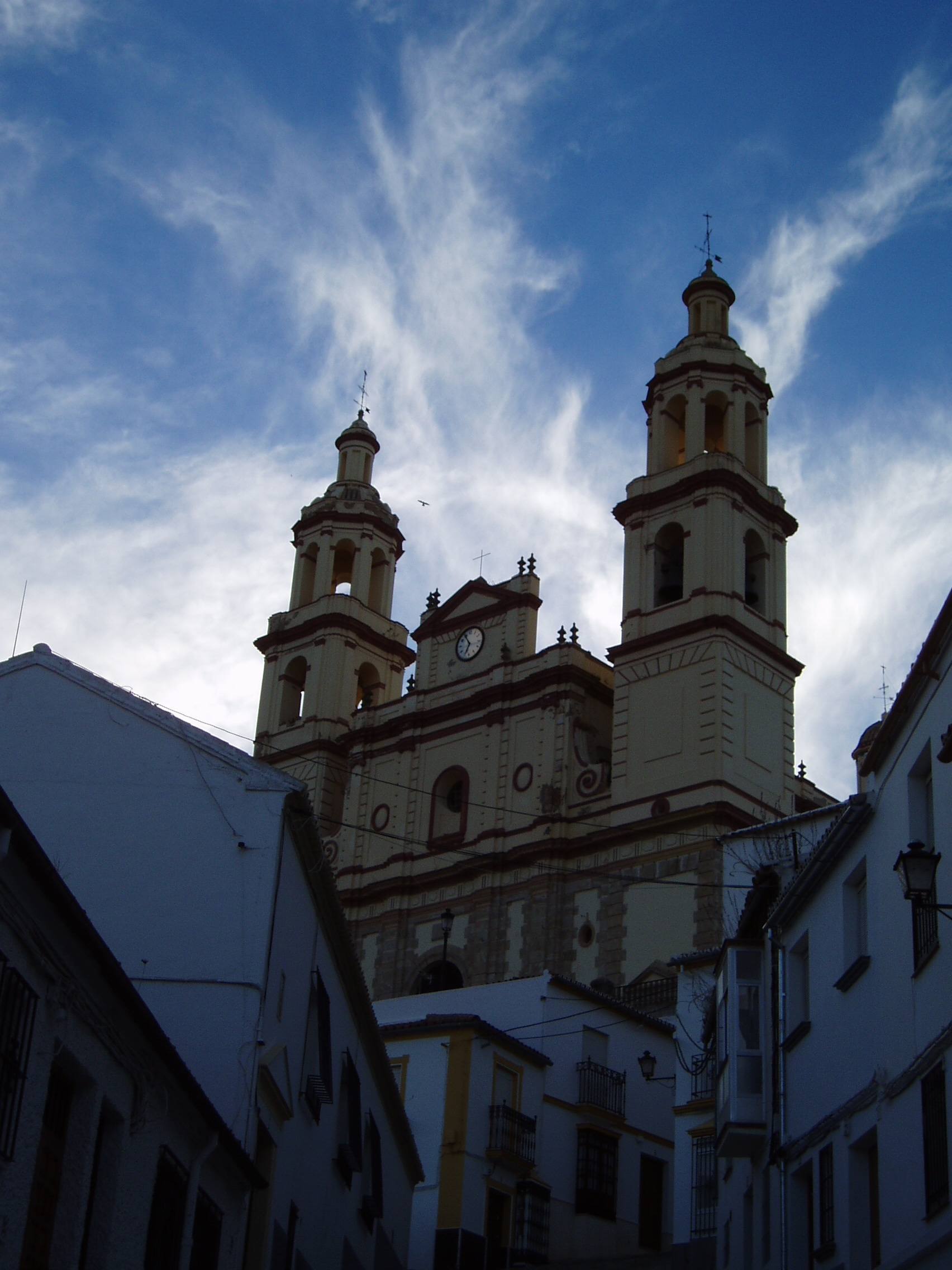
Chiesa in Olvera.

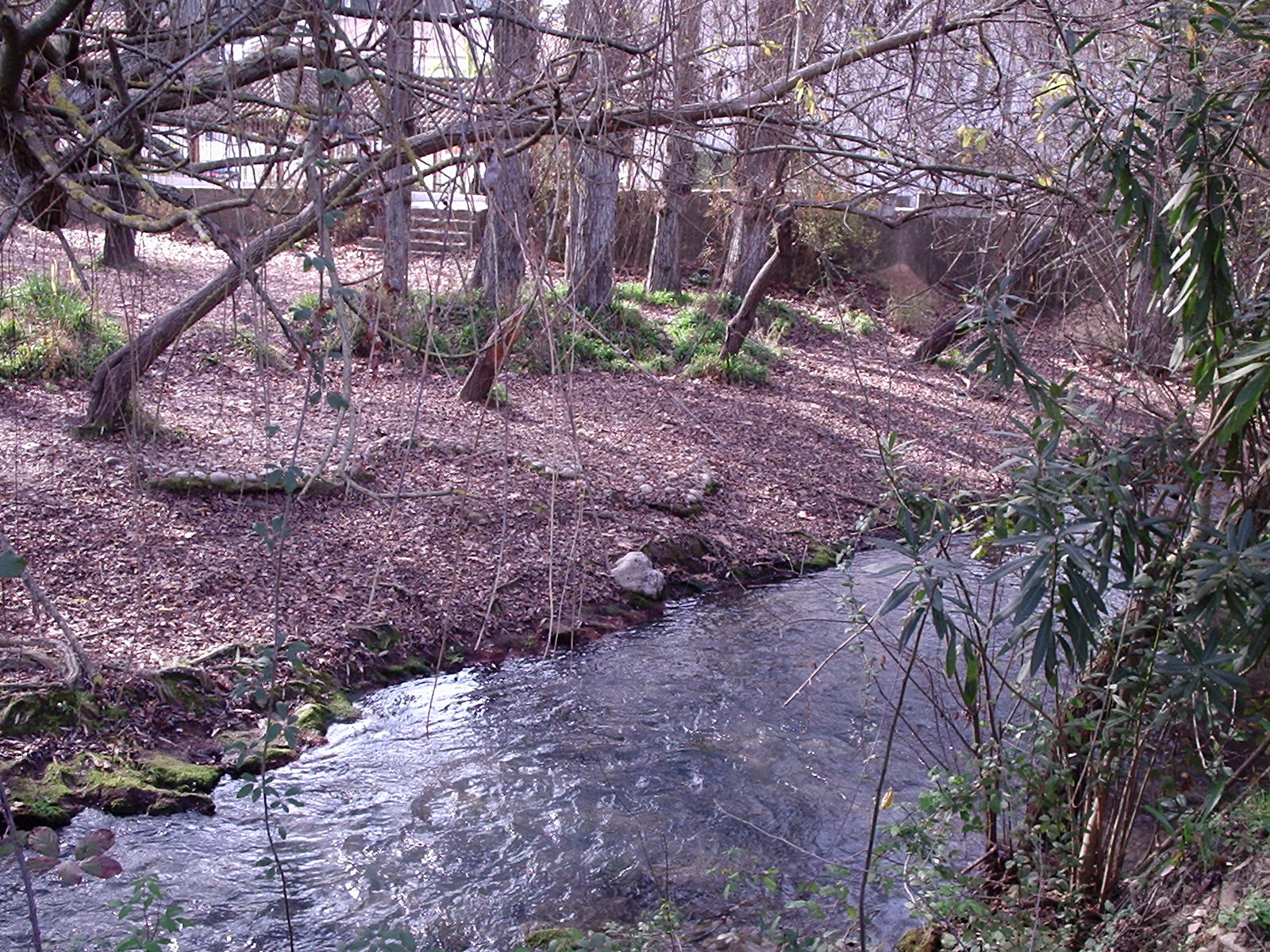
Rio Majaceite a El Bosque.

La Ruta de los pueblos blancos (in italiano Itinerario dei paesi bianchi) è un percorso turistico che comprende la maggior parte dei paesi della Comarca de la Sierra della Provincia di Cadice. Il nome viene dal colore delle facciate delle case, dipinte di bianco allo scopo di resistere meglio al calore dell'estate andalusa.

## Municipalità comprese nell'itinerario
- Alcalá del Valle
- Algar
- Algodonales
- Arcos de la Frontera
- Benaocaz
- Bornos
- El Bosque
- El Gastor
- Grazalema
- Olvera
- Prado del Rey
- Setenil de las Bodegas
- Torre Alháquime
- Ubrique
- Villaluenga del Rosario

## Galleria d'immagini

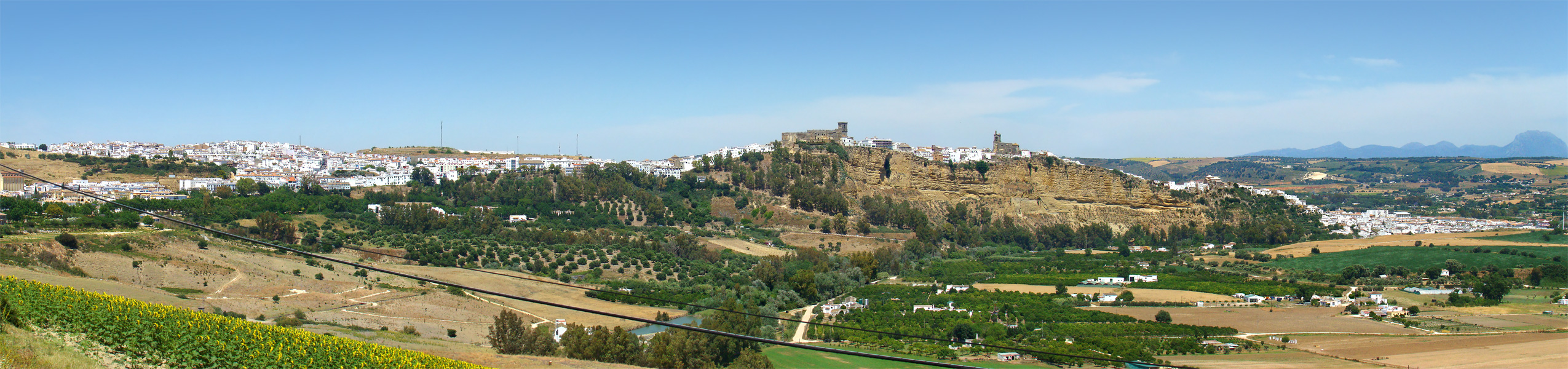
Arcos de la Frontera.
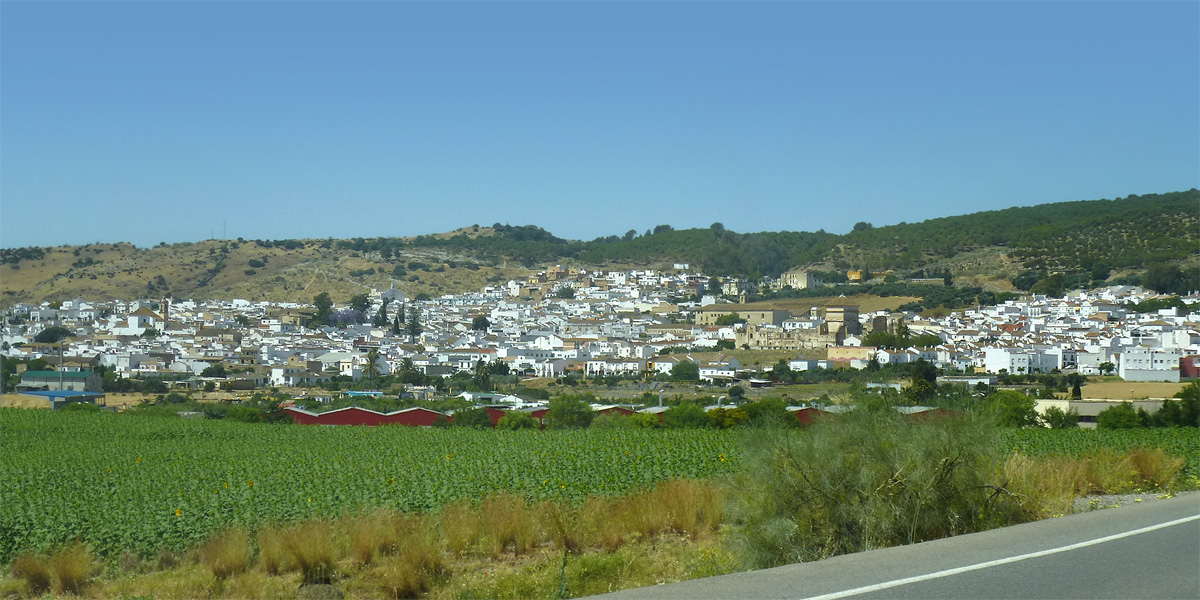
Bornos.
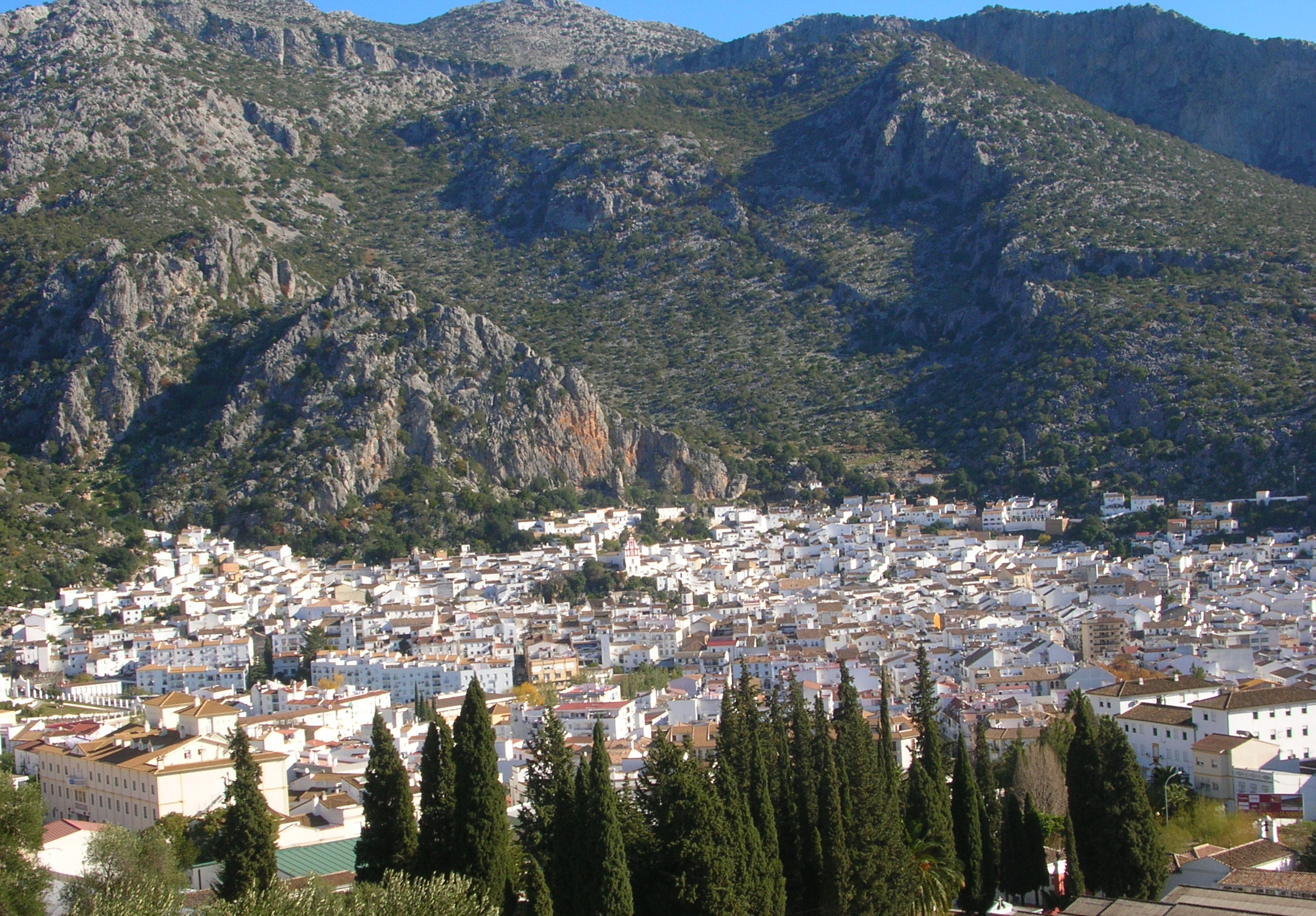
Ubrique.
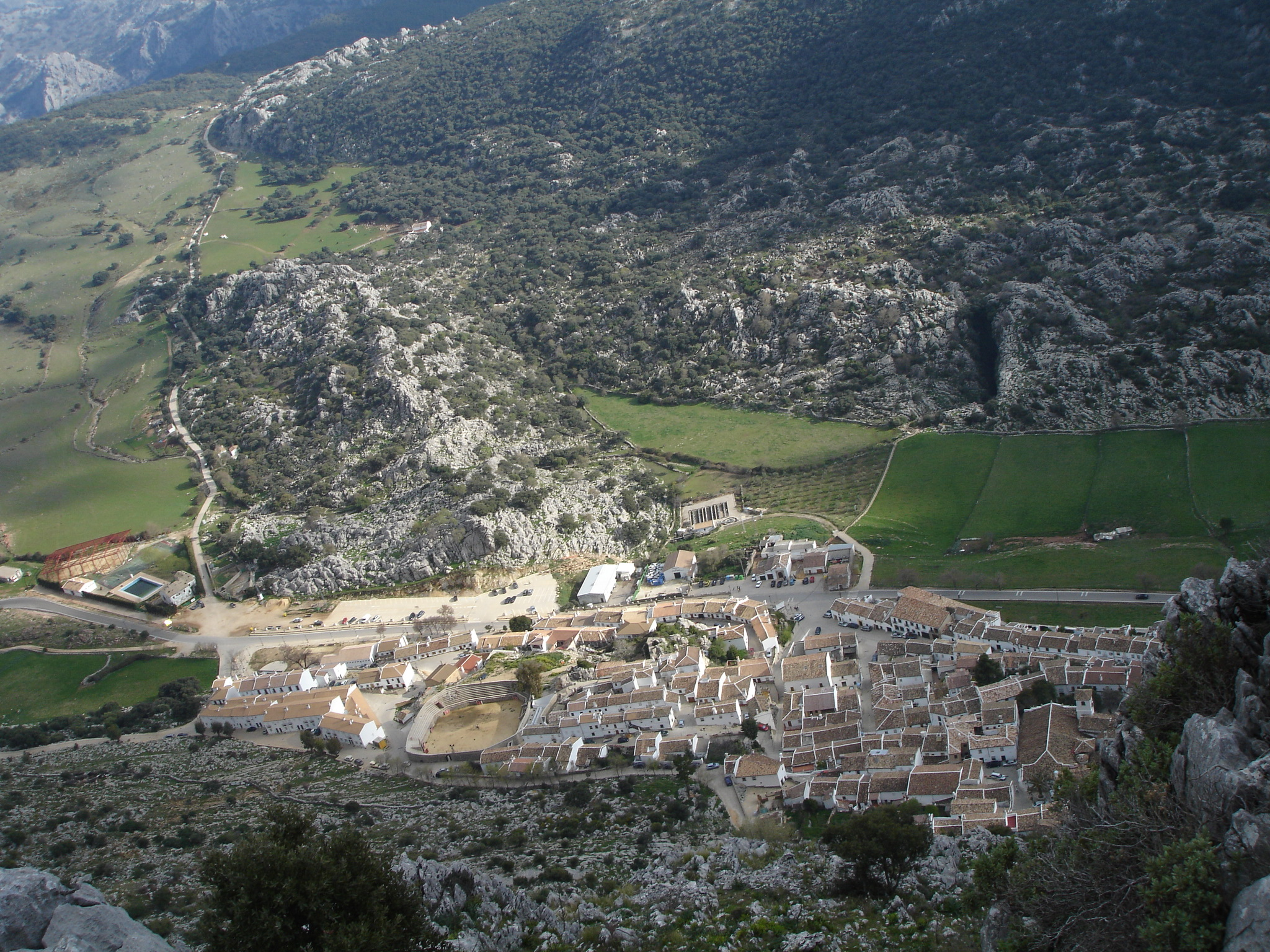
Panorama di Villaluenga del Rosario salendo al Navazo Alto.
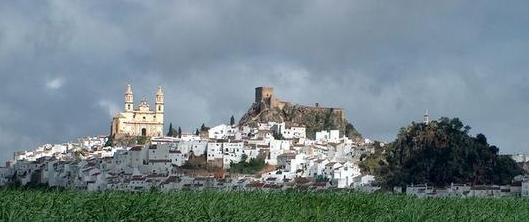
Panorama di Olvera.
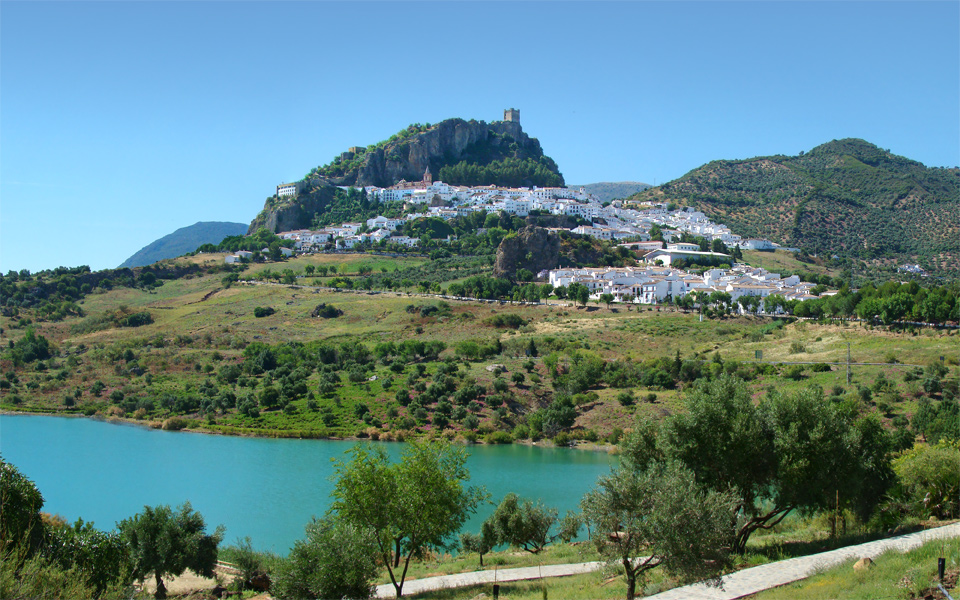
Zahara de la Sierra.